# 崔西·摩根
崔西·賈馬爾·摩根（英語：Tracy Jamal Morgan，1968年11月10日—）是一位美國男演員和喜劇演員。摩根是電視節目《週六夜現場》（1996年至2003年）的劇組成員之一，他在該節目待了八季。其他知名作品如電視劇《超級製作人》（2006年至2013年）、《波麗士很忙》（2010年）、《里約大冒險》（2011年）和《無人之子》（2011年）。2009年，他憑《超級製作人》提名了黃金時段艾美獎劇情類最佳男配角。

## 榮譽
- 黃金時段艾美獎
  - 2009年：提名-劇情類最佳男配角（《超級製作人》）
  - 2016年：提名-喜劇類最佳男客串演員（《週六夜現場》）

- 有色人種促進協會形象獎
  - 2007年：提名-劇情類最佳男配角（《超級製作人》）
  - 2008年：提名-劇情類最佳男配角（《超級製作人》）

## 外部連結
- 官方网站
- 崔西·摩根在互联网电影资料库（IMDb）上的資料（英文）
- Interview with Tracy Morgan （页面存档备份，存于）
- Tracy Morgan at Emmys.com （页面存档备份，存于）
- National Transportation Safety Board report on Morgan's 2014 accident （页面存档备份，存于）